# Jezero, Dolina
Jezero  (italijansko San Lorenzo) je vasica v zgornjem delu doline Glinščice na nadmorski višini 377 m. Od Trsta je oddaljena 11 km. 
Vasica dominira nad celotno dolino Glinščice, ki se odpre takoj pod vasjo. Kraj sestavljata dve mogočni tratoriji in niz zgradb s tipičnim kraškim pridihom. Središče vasi je mogoče prepoznati v majhni cerkvi sv. Lovrenca. Cerkvica je iz sredine 15. stoletja, pravokotne oblike, z zvonikom. V notranjosti je lesen kip svetnika iz leta 1660. Streha cerkve je pokrita z značilnimi kamnitimi skodlami.